# Trafic de reliques
Trafic de reliques (titre original : A Morbid Taste for Bones) est le premier roman policier historique de la série frère Cadfael écrit par Ellis Peters et publié en 1977. 
L'édition française, traduite par Nicolas Gille, est publiée en 1989 par les éditions 10/18 dans la collection Grands détectives.
Il présente pour la première fois le personnage de frère Cadfael, bénédictin du XIIe siècle et enquêteur d'affaires criminelles.

## Résumé
Une abbaye bénédictine peut-elle décemment attirer les foules sans reliques consacrées ? Non, répond le prieur de Shrewsbury, en cet an de grâce 1138. Qu'à cela ne tienne, le pays de Galles voisin a des saints pour chaque jour de l'année, et même plus ! Sainte Winifred, bien négligée par ses voisins, apparaît alors à un jeune moine. Un signe du ciel. L'abbaye envoie donc une délégation au village gallois. Lequel n'entend pas se faire enlever sa sainte, comme le proclame haut et fort le seigneur du lieu... qui meurt le lendemain. Vengeance divine ou bien les hommes s'en sont-ils mêlés ?
Justement, parmi les moines de Shrewsbury envoyés sur place se trouve frère Cadfael, habitué à enquêter sur des crimes.

## Personnages
- Personnages de Shrewsbury :
  - Frère Cadfael: moine herboriste de l'abbaye de Shrewsbury. Agé de 57 ans, il a décidé d'entrer au monastère environ 17 ans avant le début de notre histoire. Avant d'être moine, il était soldat, marin durant la première croisade au service d'un seigneur normand.
  - Prieur Robert Pennant: prieur de l'abbaye de Shrewsbury. Personnage basé sur le prieur, personnage historique, qui a ramené les reliques à l'abbaye. Il représente l'aristocratie, moitié gallois, moitié anglais, et il ambitionne de devenir l'abbé de l'abbaye. Âgé de 50 ans dans l'histoire, il est grand et a des cheveux gris. Il croit à l'existence des miracles et des pouvoirs des saints.
  - Frère Jérôme : bras droit du prieur Robert. Il est très sévère et applique la Règle à la lettre. Il rapporte au prieur tout ce qui se passe dans l'abbaye.
  - Frère Columbanus: jeune moine ambitieux. Il est au service de frère Cadfael à l'herbarium et est connu comme étant extrêmement sensible et croyant. C'est le fils cadet d'un seigneur normand. Âgé de 25 ans, il vient tout juste de prononcer ses vœux. Il est plus intéressé par sa propre position et son ambition plutôt qu'en l'honnêteté ou la morale des moines.
  - Abbé Heribert: abbé de l'abbaye de Saint Pierre et Saint Paul à Shrewsbury. C'est quelqu'un de très gentil et ouvert, personnage basé sur le véritable abbé en place à l'époque.

- Personnage de Gwytherin et du Pays de Galles : 
  - Owain Gwynedd : prince de Gwynedd, à la suite de son père Gruffudd ap Cynan. Personnage historique, il s'agit du fils ainé survivant de Gruffydd, ce qui prouve qu'il est un bon leader.
  - Évêque David de Bangor : créateur de l'église de Bangor. Il donne son accord pour le transfert des restes de sainte Winifred à l'abbaye de Shrewsbury dans le Shropshire. C'est un personnage historique.
  - Père Huw : prêtre de la paroisse à Gwytherin où est enterré Sainte Winifred depuis plus de cent ans. Il est accueillant et direct. Il est célibataire et sans enfants, chose rare pour les prêtres gallois.
  - Rhisiart : le plus important propriétaire de Gwytherin. Il est veuf et vit avec sa fille unique. Il est contre le transport des reliques de Sainte Winifred à Shrewsbury, malgré l'accord donné par le prince Owain. Il sera assassiné pour ses idées.
  - Engelard: jeune homme du Cheshire venant des frontières de Maelor. Il s'est enfui au pays de Galles pour échapper à Ranulf de Chester, qui n'était pas content d'avoir un archer chassant sans permission sur ses terres. Son père possède un manoir, dont il héritera après son retour en Angleterre. Il est compétent et finit par être accepté dans la société de Gwytherin au bout de deux ans. C'est l'un des prétendants de Sioned, la fille de Rhisiart.

## Honneurs
Trafic de reliques occupe la 42e place au classement des cent meilleurs romans policiers de tous les temps établi par la Crime Writers' Association en 1990.
Trafic de reliques occupe aussi la 100e place au classement des cent meilleurs livres policiers de tous les temps établi par en 1995 l'association des Mystery Writers of America.

## Livre audio en français
- Ellis Peters (auteur), Nicolas Gilles (traducteur), Pascale Jacquemont (narratrice) et Paul Sindell (musique originale), Trafic de reliques, Chouzé-sur-Loire, Saint-Léger productions, coll. « Les enquêtes de frère Cadfael », 20 novembre 2012 (ISBN 978-2-36547-037-7)Support : 1 disque compact audio MP3 ; durée : 7 h 39 min environ.

## Adaptation
- 1996 : Trafic de reliques (A Morbid Taste for Bones), épisode 2, saison 3 de la série télévisée britannique Cadfael, réalisé par Richard Stroud, avec Derek Jacobi dans le rôle-titre